# Tampakan
Tampakan é um município de  segunda classe de renda municipal (d) na província Cotabato do Sul, nas Filipinas. De acordo com o censo de 1 de maio  de  2020 possui uma população de 41 018 pessoas e 10 472 domicílios.